# Чезаре Меано
Чезаре Меано (22 грудня 1899, Турин — 24 листопада 1957, Палермо) — італійський поет, письменник і режисер.

Спільно з Младою Липовецькою у 1926 році переклав 38 поезій Т. Шевченка. Книжка «Вибрана лірика з „Кобзаря“» не побачила світу; окремі переклади публікувались у періодичних виданнях.
Його роман «Ця бідна Аріанна» (присвячений М.Липовецькій) був перекладений українською мовою у 1938 році під назвою «Серця на грані».